# Dysdera hirguan
Dysdera hirguan là một loài nhện trong họ Dysderidae.
Loài này thuộc chi Dysdera. Dysdera hirguan được miêu tả năm 1997 bởi Arnedo, Oromí & Carles Ribera.